# Hylocereus extensus
Hylocereus extensus là một loài thực vật có hoa trong họ Cactaceae. Loài này được (Salm-Dyck ex DC.) Ralf Bauer mô tả khoa học đầu tiên năm 2003.